# Vlag van Broekhuizen

Vlag van de gemeente Broekhuizen

De vlag van Broekhuizen is op 20 mei 1968 vastgesteld als de gemeentelijke vlag van de voormalige gemeente Broekhuizen in de Nederlandse provincie Limburg. Sinds 1 januari 2001 is de vlag niet langer als gemeentevlag in gebruik omdat de gemeente toen opging in de nieuw opgerichte gemeente Horst aan de Maas. De vlag kan als volgt worden beschreven:
Groen met op de scheiding van broeking en vlucht een smalle verticale baan geschaakt van 10 stukken zwart en wit.
Opmerking: de baan heeft een lengte van 1/5 van de vlaghoogte.
De vlag is afgeleid van het gemeentewapen; de blokken verbeelden de hermelijnstaarten in het schildhoofd van de vlag.

## Verwante afbeeldingen

Wapen van Broekhuizen

Ambt Montfort 
· Amby 
· Arcen en Velden 
· Baexem 
· Beegden 
· Belfeld 
· Bemelen 
· Berg en Terblijt 
· Bocholtz 
· Born 
· Broekhuizen 
· Cadier en Keer 
· Echt 
· Eijsden 
· Elsloo 
· Eygelshoven 
· Geleen 
· Grathem 
· Grubbenvorst 
· Haelen 
· Heel 
· Heel en Panheel 
· Heer 
· Helden 
· Herten
· Heythuysen 
· Hoensbroek 
· Horn 
· Horst 
· Hulsberg 
· Hunsel 
· Kessel 
· Klimmen 
· Limbricht 
· Linne 
· Maasbracht 
· Maasbree 
· Margraten 
· Meerlo-Wanssum 
· Meijel 
· Melick en Herkenbosch 
· Montfort 
· Munstergeleen 
· Neer 
· Nieuwenhagen 
· Nieuwstadt 
· Nuth 
· Ohé en Laak 
· Onderbanken 
· Ottersum 
· Posterholt 
· Roggel 
· Roggel en Neer 
· Schaesberg 
· Schinnen 
· Sevenum 
· Sint Odiliënberg 
· Sittard 
· Stevensweert 
· Stramproy 
· Susteren 
· Swalmen 
· Tegelen 
· Thorn 
· Ubach over Worms 
· Ulestraten 
· Urmond 
· Valkenburg-Houthem 
· Vlodrop 
· Wessem 
· Wittem